# Limite di indebitamento
Un limite di indebitamento o tetto di indebitamento è un meccanismo legislativo che limita l'importo totale che un paese può prendere in prestito o quanto debito può essere autorizzato ad assumere. Diversi paesi hanno restrizioni sulla limitazione del debito.
Di solito questo è misurato come percentuale del PIL, ma a volte può  anche essere definito in termini assoluti.

## Utilizzo
Diversi paesi hanno in vigore leggi sulla limitazione del debito, inclusi gli Stati Uniti, che tuttavia sono costretti frequentemente ad alzare tale valore per evitare un Default finanziario. La Polonia è l'unica nazione con un limite costituzionale al debito pubblico, fissato al 60% del PIL: per legge, infatti, un bilancio non può passare con una violazione di tale limite in atto. Anche la Danimarca, infine, possiede nel proprio ordinamento una limitazione sull’ammontare di debito che può essere contratto dal Paese, tuttavia quest’ultimo è mantenuto ad una percentuale così alta che risulta impossibile da raggiungere, e dunque sostanzialmente irrilevante.